# Pinedjem II
Pinedjem II was een hogepriester van Amon te Thebe in het oude Egypte van 990 v.Chr. Tot 969 v.Chr. en de facto heerser over Opper-Egypte.
Hij volgde zijn broer Smendes II op, die maar kort geregeerd had.
Hij was gehuwd met zijn zuster Isetemcheb D, ze waren allebei kinderen van Mencheperre, de hogepriester van Amon te Thebe.
Zijn kinderen bij Isetemcheb D waren:
- Psoesennes II
- Harweben, zangeres van Amon, begraven te Bab el-Gasus
- Priesteres Henoettawy, Godsvrouw van Amon

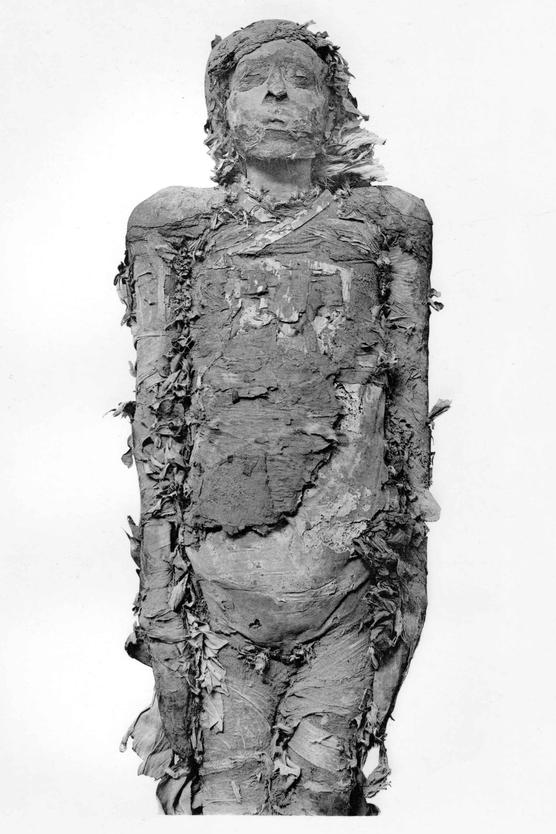
Mummie van Pinedjem II
(1912), G. E. Smith
Egyptisch museum

Hij was ook gehuwd met zijn nicht Nesichons, de dochter van zijn broer Smendes II.
Bij Nesikhons had hij vier kinderen: twee zonen Tjanefer en Masaharta en twee dochters Itawy en Nesitanebetasjroe.
Na zijn dood werd zijn mummie begraven in tombe DB320 te Deir el-Bahri samen met zijn echtgenotes en in ieder geval zijn dochter Nesitanebetasjroe boven de dodentempel van Hatsjepsoet.
Nadien werden ook de mummies van andere heersers van Thebe in zijn graf gelegd: Ahmose I, Amenhotep I, Thoetmosis I, Thoetmosis II, Thoetmosis III, Ramses I, Seti I, Ramses II en Ramses IX. Dit had te maken met grafroof.